# Franc Godeša
Franc Godeša, slovenski pravnik in politik, * 4. december 1934.
Med 16. majem 1990 in 14. majem 1992 je bil predsednik Republiškega komiteja /republiški sekretar /minister za borce in vojaške invalide.